# Livre de Jérémie
Pour les articles homonymes, voir Le Livre de Jérémie.
Le Livre de Jérémie (יִרְמְיָהוּ Yirməyāhū) est un livre du Tanakh et de l'Ancien Testament, écrit selon la tradition juive et chrétienne par le prophète Jérémie.
Sa rédaction commence avant la destruction de Jérusalem par les Babyloniens car il était déjà répandu et utilisé par les Juifs durant leur exil à Babylone. La quatrième année de Joachim correspond à 605/604 av. J.-C. ; c’est-à-dire au moment où la bataille de Karkemish fait basculer le Moyen-Orient de la domination égyptienne à celle de Babylone. Selon le texte, lorsqu'il prend connaissance du contenu du livre, le roi Joachim déchire le rouleau et le jette au feu ; Jérémie doit alors le récrire (Jr 36).

## Les deux formes du Livre de Jérémie
Le Livre de Jérémie nous est parvenu sous deux formes : 
- une forme longue, qui est celle de l'hébreu et des versions faites sur l'hébreu, dont la Vulgate par saint Jérome ;
- une forme courte, qui est celle de la Septante et des versions faites sur elle, dont la Vieille latine (vetus latina).

Le Livre de Jérémie a été écrit en hébreu, mais les études récentes concluent que la Septante traduit une forme de Jérémie plus ancienne que celle qui nous est parvenue en hébreu. Il existe, d'ailleurs, à Qumrân un fragment de la forme courte en hébreu.
- La forme longue présente de nombreux passages supplémentaires ; et à l'examen de ceux-ci, il semble qu'ils aient été introduits dans le livre à l'époque hasmonéenne, autrement dit vers –140[2] devient la nouvelle limite ultime de la date de rédaction du livre (terminus ad quem).
- La forme courte présente une organisation des chapitres différente : en particulier, la section des oracles des nations, qui se trouve en fin de livre dans l'hébreu (45-51) prend place beaucoup plus tôt, dans la Septante (25,14-31,44), juste avant l'oracle de la coupe (32), qui termine le chap. 25 dans l'hébreu (25,15-38) ; une large partie du livre est ainsi décalée de 7 chapitres, si l'on compare l'hébreu et la Septante.
- La composition de la forme courte est en deux parties : chap. 1-20 / 21-52. La première partie se présente comme la retranscription des paroles inspirées à Jérémie lors d'une révélation, la treizième année du roi Josias, tandis que la deuxième partie se situe entièrement au temps de ses fils, Joakim, puis Sédécias. Cette division est donc conforme au titre du livre (1,2-3).
- La composition de la forme longue divise le livre autrement : 1-25 serait la partie principale, due à l'auteur pour l'essentiel, et 26-52 contiendrait des ajouts à la partie principale, qui prend la meilleure part dans les commentaires.

## Les manuscrits de la forme courte
- Outre quelques fragments de papyrus, la Septante du Livre de Jérémie nous est parvenue par trois manuscrits onciaux principaux : le Sinaiticus (S) et le Vaticanus (B), d'une part, deux bibles grecques copiées entre 330 et 340, et d'autre part le Codex Marchalianus (Q), copié au VIe siècle et contenant les livres prophétiques avec, dans les marges, de nombreuses variantes des versions hexaplaires (d'Aquila, Symmaque et Théodotion) de la forme longue de Jérémie.
- La vetus latina de Jérémie est antérieure à la copie de ces manuscrits et ce qui en reste montre que la rédaction primitive était encore plus courte que la forme courte transmise, qui subit déjà l'influence de la forme longue.

## La date de rédaction du livre
- Selon Jr 36 (LXX 43), Jérémie a dicté son livre en deux temps, les quatrième et cinquième années de Joakim (Septante, quatrième et huitième années). Pourtant, la majeure partie des chap. 21-52 se situent sous Sédécias, qui règne de -597 à – 587, soit après le règne de Joakim (de -609 à – 598).
- Entre la mort d'Assurbanipal (–627), qui a lieu la même année que la révélation de Jérémie, et la soumission de Jérusalem au roi de Babylone (–605), qui coïncide avec la première mise par écrit du livre, il s'est écoulé 22 ans ; et cette durée se retrouve 406 ans plus tard, entre la mort de Ptolémée III (–221) et l'annexion de la Judée par le roi d'Antioche (–199).
- La stratégie prônée par Jérémie, qui protège Jérusalem en –605, est aussi celle qui protège Jérusalem en –199 : établir des liens avec le futur conquérant.
- En somme, le Livre de Jérémie pourrait être contemporain du moment où Jérusalem passe de la domination lagide (Alexandrie) à la domination séleucide (Antioche) : la première rédaction daterait de –99 et serait pour l'essentiel Jr 1-20 ; et la deuxième rédaction, en –195, aurait ajouté Jr 21-52, selon la forme courte[3].
- La « cinquième année » de Joakim, donnée dans la forme longue comme celle de la deuxième mise par écrit, s'explique par le calendrier sabbatique du temple : c'est une année faste, comme l'an –142, correspondant à l'inauguration de la dynastie hasmonéenne, alors que la « huitième année » est une année néfaste, l'an –195, où le grand prêtre de Jérusalem est probablement exilé en Égypte.

## L'auteur
Quatre chap. de Jérémie font allusion à des événements de la vie de l'auteur :
- Jérémie reçoit une révélation (Jr 1) quand il est encore jeune, avant d'exercer le métier de prêtre ;
- Jérémie est expulsé du temple (Jr 20) au moment où il devient prêtre et doit se soumettre à la stratégie du temple, contraire à la sienne ;
- Jérémie est menacé de mort (Jr 26 / LXX 33), sans doute au moment de la mort de son père, le grand prêtre Helkias, dont il est l'héritier légitime et auquel il succède, malgré tout ;
- Jérémie met son livre par écrit (Jr 36 / LXX 43) contenant d'abord les paroles révélées, la quatrième année de Joakim, puis « beaucoup de choses ajoutées » (v. 32), la huitième année (cinquième année dans la forme longue).
- Un cinquième événement est indirectement évoqué par le shabbat (Jr 17), il s'agit de la redécouverte de la Loi par son père, la dix-huitième année de Josias, soit cinq ans après la révélation de Jérémie, qui a inspiré cette nouvelle édition des premiers livres de la Bible, pour certains, seulement le Deutéronome, pour d'autres l'Ennéateuque tout entier (soit Pentateuque + Livres historiques). La tradition juive attribue à Jérémie la rédaction des derniers de ces livres.

En somme, Jérémie est un prêtre du temple de Jérusalem, fils du grand prêtre Helkias (lui-même éditeur d'un premier canon biblique) auquel il succède la première année de Joakim. Il disparaît après l'écriture de son livre, la dernière année de Joakim. Le temps de Josias est une image du passé, et celui de Sédécias, du temps futur.

## La stratégie de Jérémie
- Jérusalem dépend d'un souverain à la puissance déclinante, suscitant la convoitise du « nord ». La révélation que reçoit Jérémie lui dit d'anticiper la conquête par le « nord » en tissant des liens avec lui, et de prendre ses distances avec le souverain déclinant, qui ne défendra pas Jérusalem, en cas d'attaque.
- Le peuple doit, en même temps, rejeter le culte de « Baal », titre de dieux sémitiques toujours précédé de l'article féminin dans la Septante de Jérémie, qui semble s'appliquer alors à la religion d'Alexandrie, dominée par le culte d'Isis.
- Il s'agit, enfin, d'imposer à la Samarie le même rejet de « Baal » et la reconnaissance de Jérusalem comme capitale unique de la terre d'Israël.
- Le temple a comme stratégie la fidélité au souverain déclinant, qui met en péril la survie d'Israël, en cas d'attaque du « nord ».

## Genèse du Livre de Jérémie
La tradition attribue la rédaction du Livre de Jérémie au prophète lui-même, mais les investigations exégétiques modernes résumées dans l'introduction à ce Livre de la Traduction œcuménique de la Bible, modifient cette perspective traditionnelle :
1. à côté d’oracles « d’une authenticité à toute épreuve »[5], de nombreux passages évoquent un travail rédactionnel d’individus appartenant à l’école dite deutéronomique ;
2. certains récits pourraient avoir été écrits par Baruch ben Neria, proche de Jérémie ;
3. d’autres passages rapportent indirectement Jérémie : il s’agirait de traditions orales réunies par un compilateur anonyme.

La version de la Septante est assez différente du texte massorétique. Cela implique que le texte a sans doute été retravaillé. Ainsi, seuls les chapitres 2-6, 21-22 et 37-43 sont aujourd'hui encore attribués au prophète Jérémie. Ces premiers textes sont ensuite complétés aux VIe siècle av. J.-C. et au Ve siècle av. J.-C. pour créer le livre proprement dit. Enfin, des ajouts successifs modifient encore le texte jusqu'au IIe siècle av. J.-C..

## Contexte
Le peuple israélite se souille avec des orgies et des rites païens. Jérémie doit alors annoncer la désolation de Juda et de Jérusalem, dont le temple ; sont aussi annoncés la captivité du peuple et d'autres malheurs.
Le Livre de Jérémie est cité à plusieurs reprises dans le Nouveau Testament dans l'Évangile selon Matthieu aux chapitres 2, 16 et 27. Jésus Christ a associé les paroles de Jérémie (7:11) à celles du prophète Ésaïe (56:7); la hardiesse et le courage de Jésus amenèrent certaines personnes à le prendre pour Jérémie (Matthieu 16:13, 14). La prophétie de Jérémie relative à une nouvelle alliance (Jérémie 31:31-34) est reprise dans l'Épître aux Hébreux, parfois attribué à Paul de Tarse.

## Résumé de la forme longue
Les chapitres 1 à 6 contiennent les prophéties prononcées pendant le règne de Josias. Les chapitres 7 à 20 sont des prophéties prononcées du temps de Joaqim. Les chapitres 21 à 38 traitent du règne de Sédécias. Les chapitres 39 à 44 contiennent des prophéties et décrivent les événements historiques qui suivirent la prise de Jérusalem en –586. Le chapitre 45 contient une promesse à Baruch, son disciple scribe, qu'il aurait la vie sauve. Finalement les chapitres 46 à 51 sont des prophéties prononcées contre les nations étrangères. Le chapitre 52 est une conclusion historique.
Le Livre de Jérémie contient aussi une allusion à l'existence prémortelle et à la préordination de Jérémie (Jr 1:4-5), la prophétie du retour d'Israël de sa dispersion, prenant « un d'une ville, deux d'un clan pour les ramener en Sion », pays agréable où les royaumes d'Israël et de Juda pourraient demeurer en sécurité et en paix (Jr 3:12-19) et une prophétie de Dieu rassemblant les Israélites déportés dans les « pays du nord » (après l'anéantissement de leur royaume par les Assyriens en –722) en envoyant des « pêcheurs » et des « chasseurs » pour les trouver (Jr 16:14-21). Selon Jérémie, cet événement des derniers jours prendra des proportions encore plus importantes que l'Exode d'Égypte sous Moïse (Jr 16:13-15 ; 23:8).

### Contenu
Jérémie est choisi par Dieu pour servir de prophète. Il est assuré de bénéficier de son soutien. Jérémie 1:19 dit : « À coup sûr ils combattront contre toi, mais ils ne l’emporteront pas sur toi, car « je suis avec toi », c’est là ce que déclare YHWH, « pour te délivrer ». »

#### Infidélité de Jérusalem
La ville est représentée comme une femme prostituée aux dieux étrangers. YHWH invite son peuple à revenir notamment parce qu'il est leur propriétaire. Ils peuvent revenir à condition d’ôter leurs choses immondes sinon, de la même manière que les Juifs ont quitté Dieu pour servir des faux dieux, Dieu les fera servir des étrangers dans un pays qui n’est pas le leur, en esclavage. En effet, ils vouent un culte au dieu Baal en brûlant leurs fils et filles dans la vallée de Hinnom. Cette vallée, d'après Jérémie, sera appelée « la vallée de la tuerie » et les cadavres de ce peuple deviendront une nourriture pour les oiseaux et les bêtes. Cette annonce correspond à ce qu'est devenue cette vallée, en étant synonyme de la Géhenne, symbole de destruction totale.

#### La persécution du prophète
Irrité par une prédication de Jérémie, le commissaire en chef du Temple de Salomon met le prophète aux ceps toute une nuit. Du coup, Jérémie envisage de renoncer à prophétiser, mais il ne peut garder le silence car la parole de YHWH « devient dans son cœur comme un feu brûlant, enfermé dans ses os ». Il fait alors une succession d'annonces tragiques : le roi de Babylone assiégera Jérusalem qui sera détruite par la peste, l’épée, la famine et le feu. Concernant les rois, Joachaz mourra en exil, Joachim aura un enterrement d’âne et son fils Joaquin mourra à Babylone.
Plus loin, alors qu'il est menacé de mort pour une raison similaire, Jérémie se défend en clamant son innocence, car il parle au nom du Dieu d'Israël. Quelques anciens, alors gagnés à sa cause, évoquent le souvenir du prophète Michée qui, sous le règne d'Ézéchias, roi de Juda, avait pu proférer d'épouvantables prophéties sans être inquiété.

#### Condamnations contre les nations
Les chapitres 45 à 49 annoncent une suite de condamnations. Au moyen de trois prophéties parallèles, le malheur est annoncé pour toutes les nations de la terre.
1. Pour commencer, Nabuchodonosor II est présenté comme l'exécutant des ordres de Dieu chargé de dévaster Juda et les nations alentour, et de continuer en disant de Babylone qu'elle « (…) deviendra des solitudes désolées pour des temps indéfinis (…) ». (Jr 25:12).
2. La vision de la coupe du vin de la fureur de Dieu est réservée pour toutes les nations qui la « boiront et oscilleront et se comporteront comme des hommes pris de folie ». En plus de villes de Jérusalem et de Juda, l’Égypte, la Philistie, l'Édom, Tyr, les pays proches et éloignés, et finalement « tous les autres royaumes de la terre qui sont à la surface du sol ».
3. Dieu doit se mettre à « rugir d’en haut, contre tous les habitants de la terre ». Cette dernière prophétie force le rapprochement avec les prophéties du Livre de l'Apocalypse.

### Article lié
- Épître de Jérémie